# 延庆长公主
延庆長公主（?—?），是中国五代十国后晋开国皇帝高祖石敬瑭第十一妹。
天福四年正月十九（939年2月10日），石敬瑭封妹妹安定郡主为延庆长公主，之后。延庆长公主去世。七年九月十八（942年10月30日），石重贵即位，追封姑姑邠国大长公主。